# هارکسهایم
هارکسهایم (به آلمانی: Harxheim) یک شهر در آلمان است که در ماینتس-بینگن واقع شده‌است. هارکسهایم  ۲٬۰۶۶ نفر جمعیت دارد.

## خواهرخوانده
شهر Messigny-et-Vantoux خواهرخواندهٔ هارکسهایم هست.